# Kaarepere
Kaarepere – wieś w Estonii, w prowincji Jõgeva, w gminie Palamuse.
Znajduje się tu stacja kolejowa Kaarepere, położona na linii Tapa – Tartu.